# Meliora
Meliora è il terzo album in studio del gruppo heavy metal svedese Ghost. L'album è stato prodotto da Klas Åhlund e pubblicato il 21 agosto 2015; è il primo album del gruppo registrato con Papa Emeritus III.

## Tracce
Testi e musiche di "A Ghoul Writer".
1. Spirit – 5:15
2. From the Pinnacle to the Pit – 4:02
3. Cirice – 6:02
4. Spöksonat (Ghost Sonata) – 0:56
5. He Is – 4:13
6. Mummy Dust – 4:07
7. Majesty – 5:24
8. Devil Church – 1:06
9. Absolution – 4:50
10. Deus in Absentia – 5:37

Tracce bonus del LP in edizione limitata
1. Zenith – 6:05
2. Cirice (Radio Edit) – 4:46

Tracce bonus dell'edizione Best Buy
1. Year Zero (Live) – 5:00
2. If You Have Ghosts (cover del brano di Roky Erickson, Live) – 4:13

## Formazione
Ghost
- Papa Emeritus III – voce, chitarra solista
- Nameless Ghoul  - chitarra solista
- Nameless Ghoul  - chitarra ritmica
- Nameless Ghoul  - basso
- Nameless Ghoul  - tastiere
- Nameless Ghoul  - batteria

Personale tecnico
- Klas Åhlund – produttore
- Andy Wallace – missaggio
- Necropolitus Cracoviensis Zbigniew M. Bielak – copertina